# 프로포즈 (드라마)
《프로포즈》는 1997년 6월 9일부터 1997년 7월 22일까지 방영된 KBS 월화 미니시리즈 작품이다.
해당 작품은 훗날 1999년 11월 15일부터 12월 2일까지 "앙코르 미니시리즈"로 재편성됐는데(평일 오전 11시), KBS는 해당 작품의 재편성에 앞서 1999년 가을 개편부터 수목드라마를 부활시킬 예정이었으나, "공영성 강화"란 명목에 부딪쳐 무산됐다.

## 트리비아
해당 드라마는 중장년층 위주로 일관한 이유 탓인지 기대 이하의 성적에 그친 전작 《봄날은 간다》의 실패를 되풀이하지 않기 위해 젊은이들을 주요 시청자로 삼았는데 조은숙(이윤주 역)은 《봄날은 간다》에서 오자희 역(김규리 분) 물망에 거론된 적이 있었지만 결국 연기력 부족으로 밀려났었다.
이 드라마는 당초 10부작으로 기획되었고 후속작으로는 《97 전설의 고향》을 편성할 계획이었으나 《97 전설의 고향》이 《테마 드라마》 후속으로 변경되면서 새 드라마 제작이 불투명해지자 4부 늘린 14부작으로 막을 내렸다. 또한 성윤리 왜곡 표현 관련 대사로 인하여 비난을 받았다.

### 방송 일시
| 방송 채널 | 방송 기간                 | 비고 |
| --------- | ------------------------- | ---- |
| KBS 2TV   | 1997년 6월 9일 ~ 7월 22일 | 종료 |

## 등장 인물

### 주요 인물
- 김희선 : 김유라 역 (아역 : 최희라)
- 이창훈 : 백민석 역 (아역 : 김성민)
- 류시원 : 정수빈 역 (아역 : 이풍운)
- 조은숙 : 이윤주 역

### 그 외 인물
- 한진희 : 정건영 역
- 김창숙 : 김민주 역
  - 김여랑 : 젊은 시절의 김민주 역
- 김민정 : 정영희 역
- 강성진 : 오진수 역
- 김도진 : 한현우 역
- 홍유진 : 정재희 역
- 정영숙 : 백민석 어머니 역
  - 구자미 : 백민석 어머니의 젊은 시절 역
- 신귀식 : 백민석 아버지 역
- 정동환 : 유라 친 아버지 역
- 곽정희 : 수빈이 집 가정부 역
- 임병기 : 홍 변호사(백민석 아버지의 고교 후배) 역
- 최정원 : 민석 친구 역
- 정은수
- 정선일
- 강우경

## 제작진
- 책임프로듀서：이영국
- 극본：최윤정
- 야외촬영：강장수
- 야외조명：윤덕순
- 연출：윤석호

## 수상 경력
- 1997년 KBS 연기대상 여자 인기상 김희선
- 1997년 KBS 연기대상 남자 인기상 류시원
- 1997년 KBS 연기대상 남자 신인상 강성진

## 참고 사항
- 당초 이혼녀와 연하남의 사랑 이야기를 내보내기로 했으나 배우 섭외 문제와 계절적 부적합성을 이유로 청춘 트렌디 드라마로 급선회했으며 제목도 〈사랑〉으로 결정하고 이정재와 김희선이 주요 인물로 캐스팅되었다.[7]
- 이정재와 김희선의 출연으로 화제를 모았으나 김희선의 부모가 반대[8]하여 이정재의 출연이 무산되자 설득 끝에 이창훈, 류시원을 캐스팅했다.
- 이 과정에서 제작진은 〈향기〉로 제목을 변경했지만, "너무 추상적이다"란 비난을 사자 〈러브레터〉로 가는 듯 했으나, "진부하다"는 비판이 나오자 서둘러 변경시켰다.[9]
- 한현우 역의 김도진은 원빈의 본명으로, 원빈은 이 드라마를 통해 텔레비전 드라마에 데뷔하였다.